# Haplospiza
A Haplospiza a madarak osztályának verébalakúak (Passeriformes) rendjébe és a tangarafélék (Thraupidae) családjába tartozó nem.

## Rendszerezés
Besorolásuk vitatott, egyes rendszerezők a sármányfélék (Emberizidae) családjába sorolják.
A nembe az alábbi 2 faj tartozik:
- Haplospiza rustica
- Haplospiza unicolor